# Смереково
Смереково — село в Україні, в Закарпатській області, Великоберезнянському районі. Колишня назва — Смерекове. На деяких картографічних ресурсах помилково позначене як Смерекова. населення — 384 чол. Центр сільської ради. Село розташоване у найпівденіщій частині території району. Назву отримало від смерекових пралісів .

## Географія
На південному заході від села бере початок струмок Чечоватий, лівий доплив Лютянки.
Селом протікає річка Пегова, ліва притока Бачави.
Крайнє південно-східне село Лемківщини.

## Історія
Засноване 1588 року. У цьому році тут проживала лише одна родина. У 1631 році тут проживали 27 родин, які трудилися для замкової домінії Другетів. У 1715 році за невідомих причин люди покинули село, таким чином тут залишилися жити лише 2 родини.
Інші згадки 1773-Szmerekova, Smerkó, 1913-Szemerekő. Перші поселення були розміщенні на території сучасного урочища «Мадийка». За декілька століть в селі проживало 350 цілих сімей. А вже в 1700 році, коли на село зайшла смертельна хвороба-холера, майже все населення вимерло, залишилось лише 8 сімей.
Неподалік села стоїть гора Діл, вкрита буковими лісами. Там довгий час переховувалися Петро, Юрцега та Іван, які потім спустилися в долину і побудували хати. Іван побудував хату за водою. Тому і прозвали його Заводян, а гуштак — Заводянами. Там де жив Петро, тепер називаємо Петриками, а де Юрцега — там Юрцаги.
А ще старі люди так говорили: заїхав якийсь чоловік здалека в село. Його називали Соколом. Він поселився в нижньому кінці села, у Юрцагах. Місце, де він жив ще й зараз називають «Соколова загорода».

## Релігія
храм св. арх. Михайла. 1770.
Перша дерев'яна церква відслужила свій вік. Згадка про другу церкву належить до 1751 р. Це була дерев'яна церква св. арх. Михайла з двома дзвонами, що мала лише два місцеві образи й апостолів на полотні. Друкованих книг не було зовсім, але було кілька писаних. Дереворит із зображенням храму в Смерековій виконав чеський графік Ржержиха, твори якого ілюстрували працю В.Січинського «Дерев'яні будови в Карпатах» (Прага, 1940).
Пізніше дерев'яну барокову церкву св. Михайла (третю в селі), подібну до церкви в Буковцьовій, збудували в 1770 р., а стару, можливо, передали в село Обаву. У 1949 р. велика пожежа знищила церкву і верхню частину села.
Збереглася дзвіниця, яка після перебудови в 1950-х роках служила місцем релігійних відправ. У 1992 р. в селі збудовано муровану православну церкву.
Парох села Андрій Дубицький був висланий 1948 р. в сибірські табори, його подальша доля невідома.
Церква св. арх. Михайла. 1996.
храм св. арх. Михайла. 1996.
Дерев'яна греко-католицька церква згоріла в 1949 р. Вціліла дзвіниця, яка, дещо перероблена, служила місцем відправ.
У 1992 р. почали будувати муровану базилічну церкву, а 20 жовтня 1996 р. храм освятили. Внесок у спорудження зробили о. Михайло Кміть, голова громади Василь Беца, дяк Михайло ПІтелиха та багато інших вірникив. Поряд збудували нову муровану дзвіницю.

## Населення
Згідно з переписом УРСР 1989 року чисельність наявного населення села становила 413 осіб, з яких 203 чоловіки та 210 жінок.
За переписом населення України 2001 року в селі мешкала 381 особа.

### Мова
Розподіл населення за рідною мовою за даними перепису 2001 року:
| Мова       | Кількість | Відсоток |
| ---------- | --------- | -------- |
| українська | 383       | 100%     |

## Туристичні місця
- храм св. арх. Михайла. 1996.
- храм св. арх. Михайла. 1770.
- «Соколова загорода».

## Відомі люди
У селі народилися:
- 1927 р. Петро Федорович Куртанич — український поет, етнограф, фольклорист.
- Морека Віталій Михайлович (1982-2014) — солдат Збройних сил України, загинув в боях за Станицю Луганську.